# ماسیمو سیوچی
ماسیمو سیوچی (انگلیسی: Massimo Ciocci؛ زادهٔ ۲۵ فوریهٔ ۱۹۶۸) بازیکن فوتبال اهل ایتالیا است.
از باشگاه‌هایی که در آن بازی کرده‌است می‌توان به باشگاه فوتبال اینتر میلان، باشگاه فوتبال آنکونا، باشگاه فوتبال پیستویزه، باشگاه فوتبال پادوا، باشگاه فوتبال چزنا، باشگاه فوتبال جنوآ، و باشگاه فوتبال اسپال اشاره کرد.